# 卡庞杜西普
卡庞杜西普是巴西南大河州的一个市镇。总面积1022.182平方公里，总人口3180人，人口密度3.1人/平方公里。